# ایکورث
ایکورث (به انگلیسی: Ickworth) یک روستا و محله مدنی در بریتانیا است که در St Edmundsbury واقع شده‌است. ایکورث ۳۰ نفر جمعیت دارد.